# Jef Wauters
Jef Wauters (Mariakerke, 26 februari 1927 – Roeselare, 19 februari 2013) was een Vlaams kunstenaar. Hoewel hij zich enigszins afzonderde van zijn geestesgenoten en ietwat teruggetrokken, weg van de publieke belangstelling woonde en werkte, bleef hij een uiterst gewaardeerd schilder in binnen- en buitenland.

## Biografie
Jef Wauters werd in 1927 geboren te Mariakerke als zoon van een Gents schoenenfabrikant. Na zijn studies aan het Gentse Sint-Lievenscollege lokte een opendeurdag hem naar het Gentse Sint-Lucasinstituut. Hij volgde er de lessen sierkunst, tekenen en schilderen bij Gerard Hermans en Maurice Tilley. Later kreeg hij Jules De Sutter als leraar aan de Koninklijke Academie voor Schone Kunsten te Gent. Jef Wauters zou van 1949 tot 1959 zelf doceren aan het Hoger Instituut Sint-Lucas te Gent, waar hij die eerste stappen naar de kunstwereld had gezet.
Jef Wauters was de schilder van Venetië, een stad waar hij zich jaarlijks herbronde. De schetsen die hij daar maakte vormden zijn archief voor mysterieuze olieverven met kleurrijke figuren en beelden van het architecturale erfgoed van Venetië.
Daarnaast was Wauters bekend als schilder van ontroerende, expressieve kinderkopjes, verveelde strenge rechters, statige bisschoppen, fleurige boeketten, swingende jazzmusici en van de schoonheid van zijn lievelingsbloem, de iris. Hij ligt begraven op het kerkhof van het Vlaamse kunstenaarsdorp  Deurle, een deelgemeente van Sint-Martens-Latem.
Zijn oeuvre bevindt zich thans in binnen- en buitenlandse musea en in privéverzamelingen.
- Gemeinsame Normdatei: 1012500322
- RKD-Nederlands Instituut voor Kunstgeschiedenis: 83104
- Virtual International Authority File: 172056500